# Tały (obwód woroneski)
Tały (ros. Талы) – wieś (sieło) w Rosji, w obwodzie woroneskim, w rejonie kantiemirowskim. W 2010 liczyła 1674 mieszkańców.

## Urodzeni
- Awksientij Gorodnianski – radziecki wojskowy.